# ای‌بی‌اس-سی‌بی‌ان
ای‌بی‌اس-سی‌بی‌ان (انگلیسی: ABS-CBN) یک شبکه پخش همگانی فیلیپینی و صاحب آن شرکت ای‌بی‌اس-سی‌بی‌ان بود. مقر اصلی این شبوه در مرکز ای‌بی‌اس-سی‌بی‌ان، کزون سیتی، فیلیپین قرار دارد.